# Yuki Kempees
Yuki Kempees (Oosterhout, 22 oktober 1986) is een Nederlandse muzikant en auteur.

## Biografie
Hij is  zoon van een muziekleraar met Indische komaf en een zorgmedewerkster. 
Kempees groeide op in zijn geboorteplaats Oosterhout. Zijn vader gaf hem gitaarles. Hij was semiprof via scouting door RKC Waalwijk bij TOP Oss (keeper), waar hij na opleiding (mede aan de sportacademie), slechts twee wedstrijden speelde.  Hij droomde van een wedstrijd in de Johan Cruijff Arena, die droom werd later werkelijkheid, niet als voetballer maar als musicus.  Hij studeerde aan de politieacademie en begon aan een media-opleiding.
In 2014 bracht Kempees de roman Cirkels zijn alleen rond als ze mooi zijn uit. Datzelfde jaar werd hij onderdeel van dj-formatie Kris Kross Amsterdam, waarmee hij in 2018 de nummer 1-hit Hij is van mij had. In 2020 verscheen zijn soloplaat: INDY.
In 2021 deed Kempees mee aan het televisieprogramma Expeditie Robinson. In 2023 deed hij mee aan de televisieprogramma’s Secret Duets en Ik hou van Holland.
In 2024 deed Kempees mee aan de televisieprogramma's Weet Ik Veel en The Masked Singer. Sinds datzelfde jaar is hij ook te zien als muziekdeskundige in het televisieprogramma RTL Boulevard. Ook deed Kempees in 2024 samen met Donnie mee aan het televisieprogramma Pokerface. In 2025 deed Kempees samen met Donnie mee aan het televisieprogramma Voor het blok.
In het zesde seizoen van The Masked Singer deed hij mee als de kangoeroe, en werd uiteindelijk vierde in de finale.
Kempees is getrouwd met influencer Lizzy van der Ligt,  met wie hij twee dochters heeft.
- Gemeinsame Normdatei: 1050189914
- International Standard Name Identifier: 0000 0004 3365 8351
- Nederlandse Thesaurus van Auteursnamen: 372468020
- Virtual International Authority File: 308195396
- WorldCat: E39PBJjt9YvDYHjR4jDkVT9FKd